# Cloudina
Cloudina is een geslacht van uitgestorven organismen die leefden tijdens de overgang van het Ediacarium naar het Cambrium, zo'n 550 - 542 Ma geleden. De fossielen zijn versteende resten van het exoskelet dat de vorm heeft van een trechter-in-trechter structuur. In 2024 zijn nieuwe cloudinomorfen gevonden, d.w.z. fossielen die gelijkenis vertonen met voorgaande vondsten van Cloudina, die de mogelijke periode waarin ze leefden met 21 Ma jaar terugbrengt naar 571 Ma geleden.

## Beschrijving
De fossielen van Cloudina hebben verschillende afmetingen met een diameter van 0,3 tot 6,5 millimeter en een lengte van 8 tot 15 mm. Ze zijn in grote delen van de wereld gevonden in lagen die altijd gescheiden zijn van lagen waarin de fossielen van de Ediacarische biota gevonden worden. Deze laatste biota wordt gekenmerkt door dieren, vaak sessiel, zonder extern of intern skelet. Onderzoek heeft vastgesteld dat Cloudina in groepen leefde en deel uitmaakte van het epibenthos, dat op de bodem tussen hoger en lager water en de getijden leefde. Het was sessiel en hechtte zich aan microbiële matten. Het voedde zich met voedsel in suspensie.

## Classificatie
De classificatie van Cloudina wordt bemoeilijkt doordat van het zachte weefsel geen fossiele overblijfselen bestaan. De structuur van het lichaam is dus niet bekend. In 2020 zijn in Nevada echter fossiele cloudinomorfen gedocumenteerd, d.w.z. buisvormig morfotypen, die na fossilisatie met pyriet van uitsluitend de externe koker, intern materiaal overhouden dat apart bestudeerd is en waaruit bleek dat er een buis door het lichaam gelopen moet hebben. Deze zou geïnterpreteerd kunnen worden als een spijsverteringskanaal waarbij er sprake geweest moet zijn van een anus en een mond. In dat geval zouden deze dieren ondergebracht kunnen worden als behorende tot het onderrijk Bilateria.

## Biomineralisatie
Het exoskelet van in elkaar geschoven trechters is waarschijnlijke een van de eerste minerale (exo)skeletten ooit. Om die reden staat Cloudina samen met andere kleine schelpachtige fossielen (small shelly fossils) symbool voor de biomineralisatie die rond de overgangsperiode tussen het Ediacarium en het Cambrium aangevangen moet zijn. Het skelet heeft mogelijk bescherming geboden tegen predatoren.

## Galerij

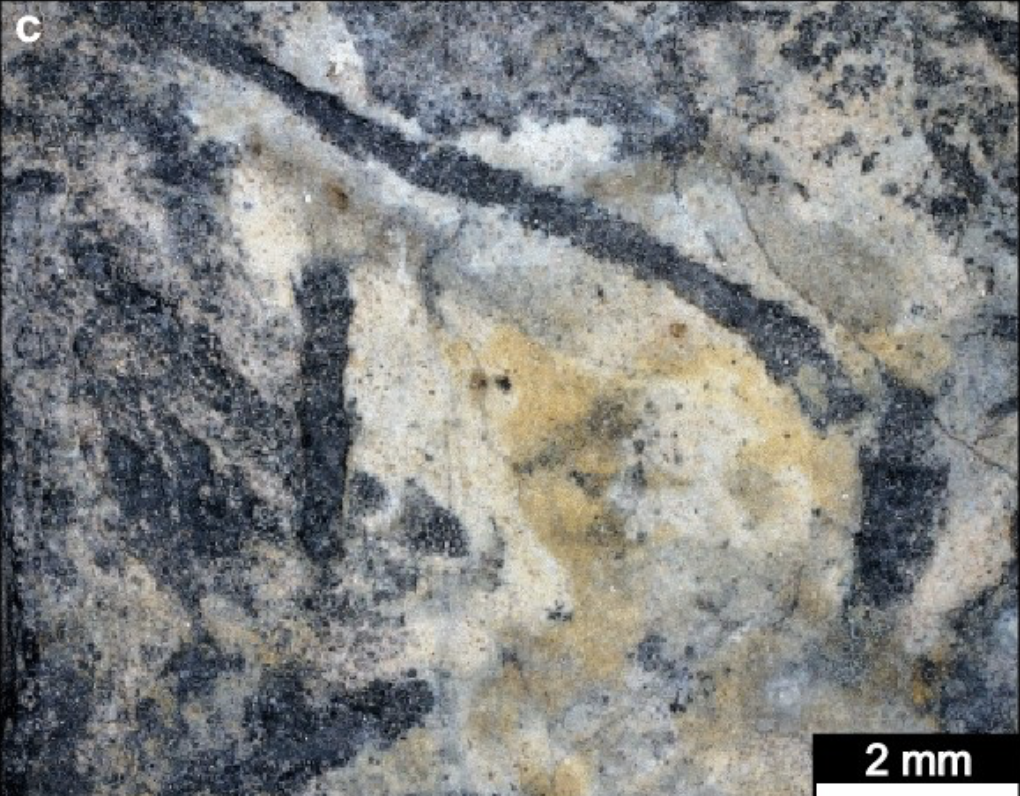
Bovenaanzicht van kalksteenbedding met goed bewaarde buisvormige exemplaren met een overlappende ‘trechter-in-trechter’-constructie, typisch voor het geslacht.
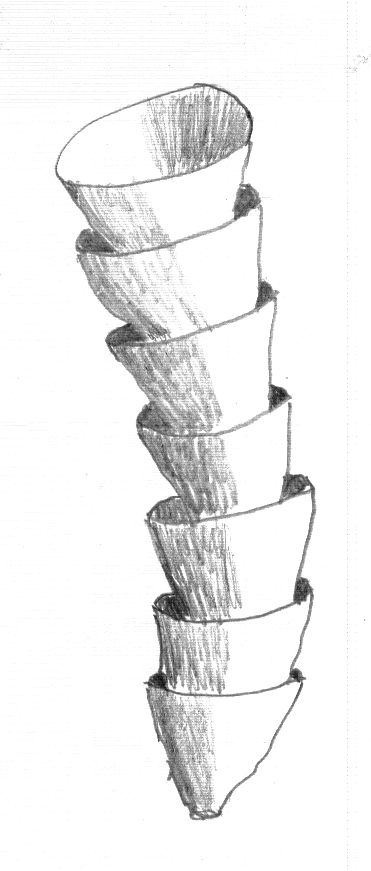
Tekening van de mogelijke trechter-in-trechter structuur van cloudina
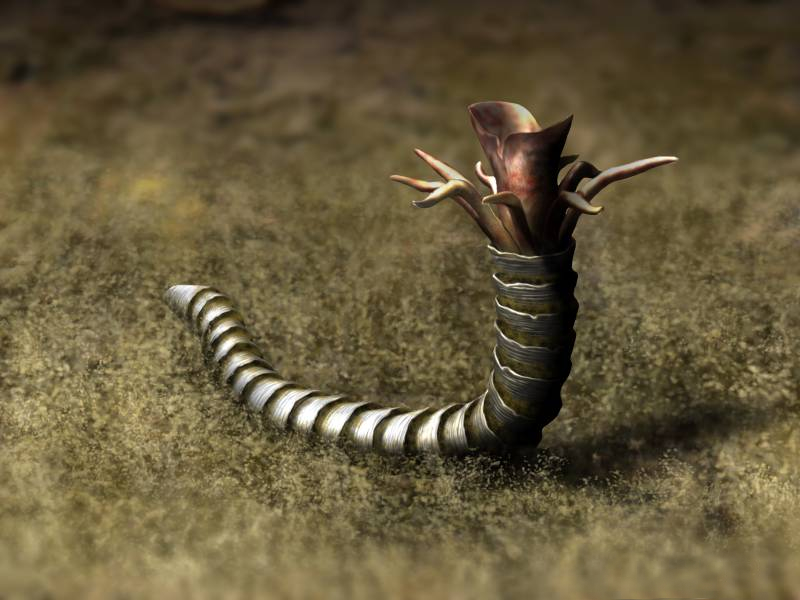
Een artistieke reconstructie van Cloudina met speculatieve monddelen.